# Erebia melas
Erebia melas is một thành viên thuộc the Satyrinae subfamily của Nymphalidae. Nó là một loài bướm ngày sinh sống ở vùng núi cao được tìm thấy ở Albania, Ba Tư cũ, Bulgaria, Hy Lạp, và România.
Con trưởng thành bay từ tháng 7 đến tháng 9.
Ấu trùng ăn Festuca ovina và có thể nhiều loại cỏ khác. Chúng qua mùa đông dưới dạng ấu trùng.